# Liu Guoliang
Pour les articles homonymes, voir Liu.
Dans ce nom chinois, le nom de famille, Liu, précède le nom personnel Guoliang.
Liu Guoliang est un pongiste chinois né le 10 janvier 1976 à Xinxiang en Chine. Il est le deuxième à avoir réalisé le grand chelem c'est-à-dire gagner un championnat du monde, une coupe du monde et un titre olympique.

## Biographie
Guoliang Liu réalise un exploit inédit. En quatre ans, il remporte les trois compétitions majeures du tennis de table : l'or en simple aux JO 1996, il remporte les Championnats du monde par équipes en 1997 et décroche l'or aux Championnats du monde en simple en 1999.
Liu Guoliang est élu au Temple de la renommée du tennis de table en 2005.
Il s'est retiré du circuit en 2001 après une carrière riche en ayant remporté de nombreux trophées en simple mais aussi en double avec son compatriote Kong Linghui. À 27 ans il devient entraineur national de l'équipe de Chine coachant ainsi les joueurs chinois les mieux classés du circuit comme Wang Hao (n°1 mondial) Ma Lin (n°2) et Wang Liqin (n°3) en 2009.
Après sa retraite sportive il s'est investi dans différentes organisations du tennis de table. Il est notamment président l'Association Chinoise de Tennis de Table (CTTA). En 2020, il devient président du conseil du World Table Tennis (WTT), la filière événementielle et commerciale de l'ITTF, qui est responsable de l'organisation du nouveau circuit international depuis 2020.

## Style de jeu
Son jeu était basé sur un excellent service qu'il camouflait extrêmement bien ainsi qu'un jeu de contre rapide à la table et d'une bonne frappe du coup droit. Il jouait avec une prise porte-plume mais fut l'un des premiers à utiliser les deux côtés de sa raquette. Sur le coup droit, il avait un soft et, sur le revers, un backside qu'il utilisait occasionnellement pour des démarrages ou des frappes. Il alternait également lors des services.